# エイドリアン・バックス
エイドリアン・"アド"・バックス（Adriaan "Ad" Bax, 1956年6月14日 - ）はアメリカ合衆国の物理化学者。生体分子核磁気共鳴分光法（NMR）に関する研究で知られる。

## 来歴
オランダ・ゼーフェンベルゲン生まれ。デルフト工科大学で学び、1981年に応用物理学のPh.D.を取得。オックスフォード大学の物理化学研究所を経て、コロラド州立大学でポスドクとなった後、1983年からはアメリカ国立衛生研究所（NIH）研究員。

## 受賞歴
- 2000年 - ジョン・スコット賞
- 2001年 - レムセン賞
- 2002年〜2005年 - トムソン・ロイター引用栄誉賞
- 2003年 - グレン・T・シーボーグ・メダル
- 2018年 - ウェルチ化学賞

## 参照
- Lab Website